# Хвойниця (округ Превідза)
Хвойниця (словац. Chvojnica) — село, громада округу Пр'євідза, Тренчинський край. Кадастрова площа громади — 9.3 км². Протікає річка Хвойніца.
Населення 256 осіб (станом на 31 грудня 2020 року).

## Історія
Хвойніца згадується 1614 року.

## Населення
| Рік:            | 1994. | 2004.    | 2014.    | 2024.    |
| --------------- | ----- | -------- | -------- | -------- |
| Кількість осіб: | 209   | 232      | 258      | 224      |
| Різниця:        |       | +11,00 % | +11,20 % | -13,17 % |

| Рік:            | 2023. | 2024.   |
| --------------- | ----- | ------- |
| Кількість осіб: | 226   | 224     |
| Різниця:        |       | -0,88 % |